# بيل روبرستون
بيل روبرستون (بالإنجليزية: Bill Roberts)‏ (18 مارس 1859 في المملكة المتحدة - 12 يونيو 1945 في المملكة المتحدة) هو لاعب كرة قدم بريطاني (وحمل سابقاً جنسية المملكة المتحدة لبريطانيا العظمى وأيرلندا) في مركز الهجوم. شارك مع منتخب ويلز لكرة القدم. أما مع النوادي، فقد لعب مع نادي ريكسهام.